# Stojanka Radenović Petković
Stojanka Radenović Petković (en cirílico serbio: Стојанка Раденовић Петковић) (Niš, 3 de octubre de 1941 - Toronto, 14 de julio de 2019) fue una escritora y traductora serbia. Escribió en serbio e inglés y tradujo del serbio, inglés y alemán.

## Biografía

### Trabajo social
Stojanka Radenović Petković nació en Niš, donde terminó la escuela primaria y el gimnasio "Stevan Sremac" . Se licenció en lengua y literatura inglesas en la Facultad de Filología de Belgrado en 1964. en 1978, y en 1978 obtuvo una maestría en sociología del trabajo en la Facultad de Ciencias Políticas sobre el tema "Condiciones laborales de los trabajadores yugoslavos en los países europeos con los que Yugoslavia ha celebrado acuerdos laborales". Desde mediados de los años 1960 hasta 1994. En 2010, trabajó como intérprete de inglés para los grandes almacenes de Belgrado, luego como traductora y asesora en la Oficina Federal de Asuntos Laborales y en el Ministerio Federal de Trabajo y como asesora de educación en el Ministerio Federal de Educación. Se mudó a Canadá en el año 1994.
Escribe desde niña. Publicó obras pioneras en "Niske novine" y " Stremljeni " de Pristina . Sus obras se pueden encontrar en numerosas colecciones, antologías y revistas en Serbia, Montenegro y el extranjero. Sus canciones han sido traducidas al ruso, sueco, árabe y francés . Las colecciones "Language in Language", "Realidad Virtual", "Performance 2" y "Dicho, en silencio" además del serbio, también fueron escritas (no traducidas) en inglés.
Promocionó su primera novela "Héroes de las sombras", dedicada a las madres, hermanas y mujeres de los Balcanes, a petición propia en la sala de lectura de la Biblioteca Nacional "Stevan Sremac" en su ciudad natal de Niš en octubre de 2014. En aquella ocasión, se leyeron diálogos de este libro en el dialecto original en presencia de numerosos visitantes, a quienes la autora luego entregó ejemplares de su obra con una dedicatoria. 
En 2017, la Asociación de Escritores de Serbia la premió recibió la Carta por el trabajo de la vida.

### Prosa
Stojanka Radenović Petković, inmediatamente después de mudarse a Canadá, se involucró en la Academia Nacional Serbia en Toronto, brindando asistencia de coordinación profesional a las personas que se mudaban al nuevo país desde las zonas devastadas por la guerra de la antigua Yugoslavia.
En la Asociación Serbio-Canadiense de Escritores "Desanka Maksimović", de la cual era secretaria, llevó a cabo acciones para preservar la lengua y la escritura serbias. Apoyó diversas manifestaciones y otros eventos culturales de asociaciones serbias en Canadá y participó activamente en ellos. Hizo un llamado a los jóvenes serbios para que no se tomen la vida en Occidente a la ligera y piensen detenidamente antes de abandonar su patria.
Fue incluido en el "Escritores serbios en el exilio – 1914–2014 – léxico biográfico" editado por Milena Milanović y póstumamente en la "Enciclopedia de la diáspora nacional" editada por Ivan Kalauzović Ivanus.
Fue miembro de la Asociación de Escritores de Serbia, la Sociedad Literaria de Educadores Serbios y la Asociación Serbio-Canadiense de Escritores "Desanka Maksimović" de Toronto.
Falleció en 2019 a la edad de 77 Fue enterrada en su Niš natal.

## Obras

### Poesía
- Pesmarica ( Periódico infantil, Gornji Milanovac, 1991)
- Letras aplicadas (Periódico infantil, Gornji Milanovac, 1993)
- Conversaciones (Periódico infantil, Gornji Milanovac, 1994)
- Geografía de guerra (Dositej, Gornji Milanovac, 1997)
- Idioma en idioma - bilingüe: en serbio e inglés (Dositej, Gornji Milanovac, 2002)
- Realidad virtual - bilingüe: en serbio e inglés (Dositej, Gornji Milanovac, 2006)
- Performance - notas poéticas de un viaje por los países serbios en 2007 (Đuro Salaj, Belgrado, 2008)
- Canciones seleccionadas (Partenón, Belgrado 2011)
- Voces, palabras, letras... (Đuro Salaj y Sociedad Literaria de Educadores de Serbia, Belgrado, 2011)
- Performance 2 - sobre un viaje alrededor del mundo - bilingüe: en serbio e inglés (Partenón, Belgrado, 2013)
- Poemas y otras canciones (Đuro Salaj, Belgrado, 2013)
- Dicho, silencioso - notas poéticas sobre la vida cotidiana - bilingüe: en serbio e inglés (Partenón, Belgrado, 2016)
- Poemas no escritos (Asociación de Escritores de Serbia, Belgrado y Asociación de Escritores Serbio-Canadiense "Desanka Maksimović", Toronto, 2017)

### Prosa
- Historias a distancia, prosa breve (Đuro Salaj, Belgrado, 2010)
- Héroes de las sombras - Mujeres en las guerras de los Balcanes, novela (Partenón, Belgrado, 2014)
- Y después de la guerra, la guerra, una novela (Asociación de Escritores Serbios, Belgrado y Asociación de Escritores Serbio-Canadienses "Desanka Maksimović", Toronto, 2018)
- Cuando la voz calla, una obra de todos los tiempos - un recordatorio de las obras no escritas de Stojanka Radenović Petković - bilingüe: en serbio e inglés (Asociación Literaria de Trabajadores de la Educación de Serbia, Belgrado, 2019)

### Libros para niños
- Spomenar - canciones para Nikola (Đuro Salaj, Belgrado, 2010)
- Spomenar 2 - Nikola creció (Đuro Salaj, Belgrado, 2013)
- Spomenar 3 - Nikola conoce el mundo (Asociación Literaria de Educadores de Serbia, Belgrado, 2015)

## Premios y reconocimientos
- Premio "Rastko Petković" del Registro de Emigrantes Serbios por el poemario "Geografía de guerra" (1998)
- Reconocimiento a la mejor colección de poemas escritos en lengua serbia en el reparto "Geografía de guerra" en la Asamblea de Creadores Literarios de la Diáspora Serbia (1998)
- Premio de la Academia "Ivo Andrić" por la colección de poemas "Virtualna stvarnost" (2007)
- Reconocimiento de Ontario al trabajo voluntario
- Carta de trayectoria de la Asociación de Escritores de Serbia (2017)